# Dringhoe Upton and Brough
Dringhoe Upton and Brough var en civil parish från 1866 till 1935 då den blev en del av Skipsea, i grevskapet East Riding of Yorkshire, i England. Civil parish var belägen 19 km från Beverley och hade 128 invånare år 1931.